# Zink-Drucktechnik

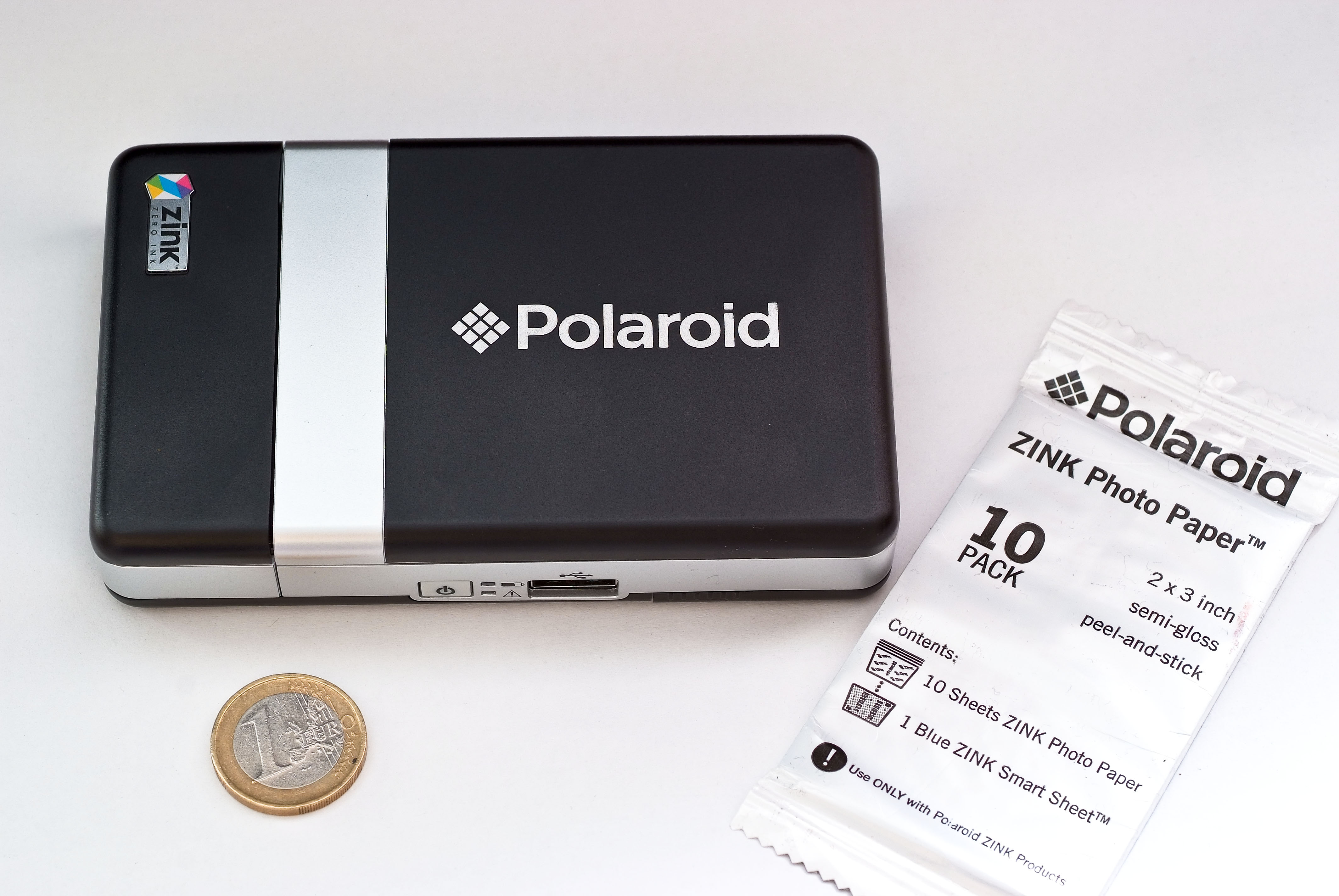
PoGo-Drucker von Polaroid.

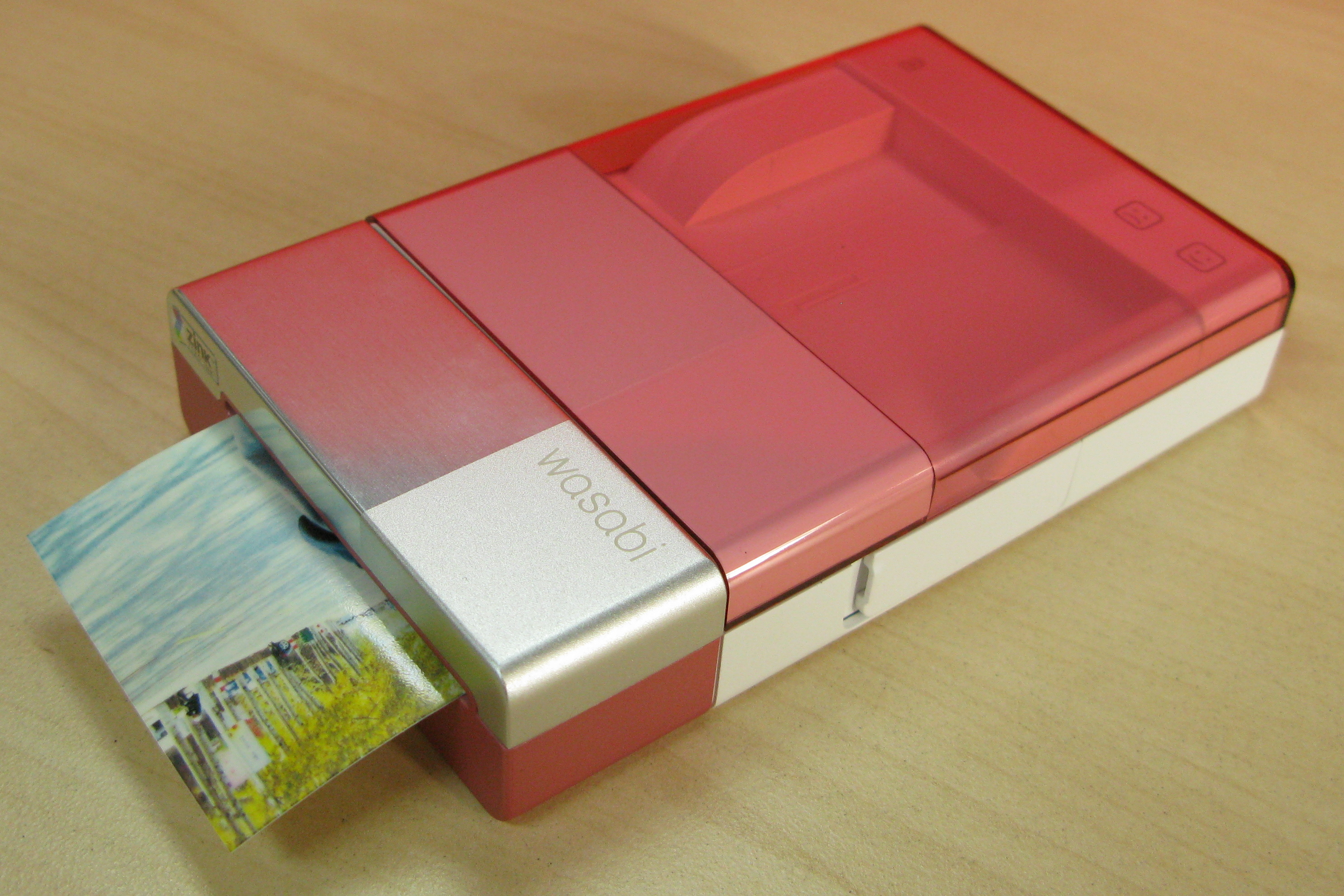
Dell Wasabi PZ310 Drucker

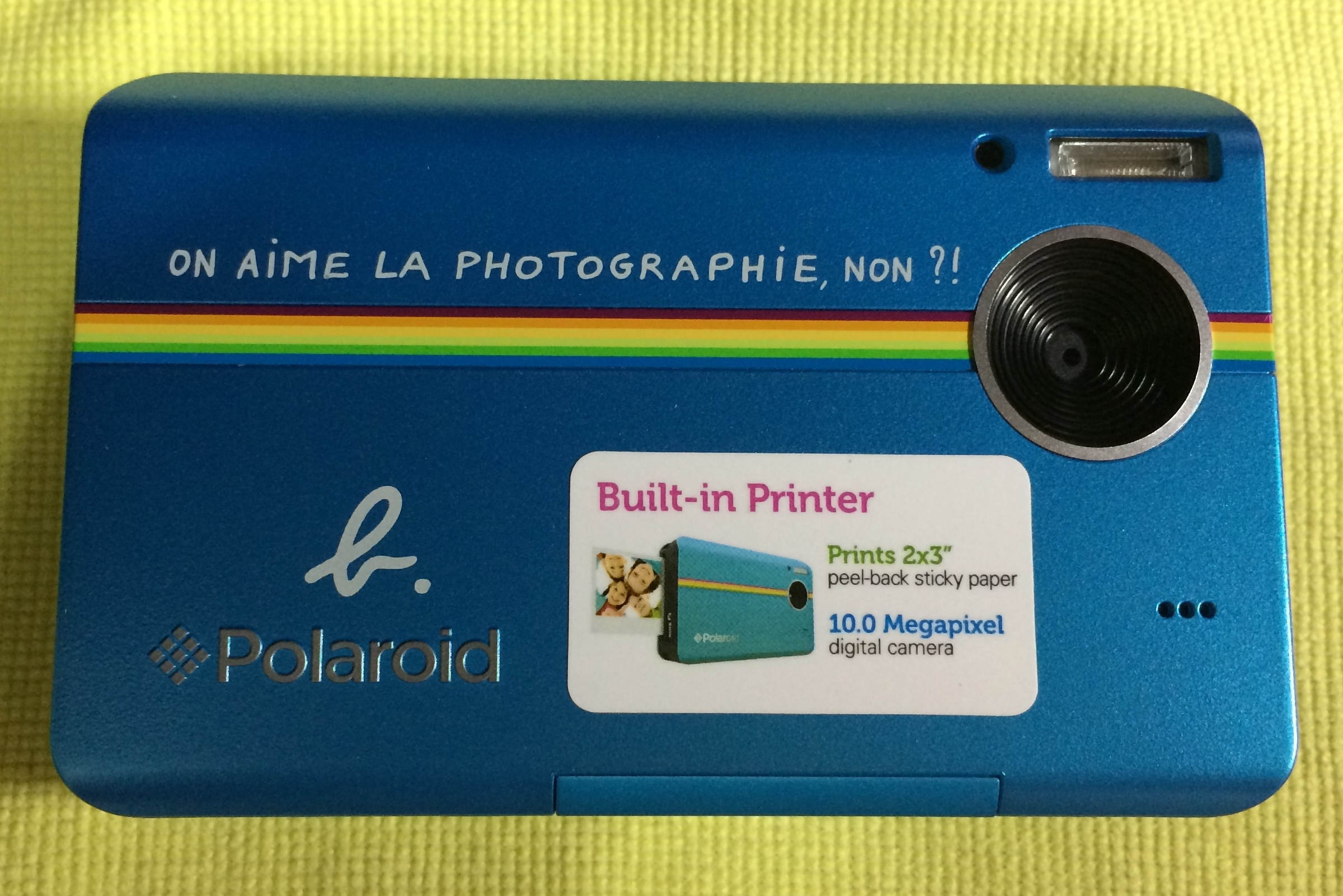
Polaroid Z2300 10 MP Digitalkamera mit Zink-Drucker

Die Zink-Drucktechnik (englisch Zink Printing Technology), „Zink“ steht für „Zero Ink“ (zu deutsch: „null Tinte“), ist ein Verfahren für Fotodrucker, das ohne Tinte auskommt, da sich die Farbpigmente bereits im Zink-Papier befinden.
Das „Zink“-Papier besteht aus drei übereinanderliegenden Emulsionsschichten aus Kristallen der Grundfarben der subtraktiven Lichtmischung: Gelb, Magenta und Cyan. Die Aktivierung der Farbpigmente erfolgt dabei durch thermische Impulse unterschiedlicher Temperatur und Einwirkdauer, um die im Ursprungszustand weißen Kristalle in ihre Wirkfarbe zu bringen.
Die Schichtenfolge des derzeit im Handel befindlichen „Zink“-Papiers ist wie folgt:
- gelbe Emulsion (aktiviert durch kurzen Hitzeimpuls von 200 °C)
- magentafarbene Emulsion (aktiviert durch mittleren Hitzeimpuls von 150 °C)
- transparente Trägerschicht
- cyanfarbene Emulsion (aktiviert durch längeren Hitzeimpuls von 100 °C)
- Grundträger, weiß (PVC?)
- Klebebeschichtung
- Abdeckpapier

Alle Patente hierzu liegen bei ZINK Imaging, einem Tochterunternehmen von Polaroid, dem Erfinder der Sofortbild-Fotografie. Die „Zink“-Technik kam im Juli 2008 erstmals mit dem hosentaschengroßen PoGo-Drucker von Polaroid auf den deutschen Markt. Er ermöglicht den mobilen Druck, unmittelbar von Mobiltelefonen oder Digitalkameras, allerdings nur mit begrenzter Bildqualität.
Da das „Zink“-Verfahren ohne Tintenpatronen auskommt, können die Geräte besonders kompakt gebaut werden. Neben dem externen PoGo-Drucker sollten auch Mobiltelefone mit eingebautem Drucker auf den Markt kommen.
Gerätehersteller sind Polaroid, Canon (Ivy, Zoemini), HP (Sprocket), Huawei, Kodak, Tomy, Brother, G&G, Lifeprint, Xiaomi und Dell.

## Belege
1. ↑  Minidrucker von Polaroid: Teuer und schlecht, test.de vom 22. Januar 2009, abgerufen am 8. Oktober 2018